# Лепрекон
Лепрекон или леприкон (на ирландски: leipreachán) е митологично създание от ирландския фолклор. Обикновено то е дребно човече в зелени дрехи и с дълга червена брада. Според някои леприконите се крият под четирилистни детелини (поради което се намират трудно). Според фолклора, ако видиш леприкон, той ще побегне. Ако само за момент го изгубиш от поглед, той изчезва завинаги. Но ако го догониш и хванеш, леприконът ще ти даде невиждани богатства. Понякога се казва, че в края на дъгата те имат казани с жълтици, които могат да бъдат дадени на някого, ако хване дребните човечета. В днешно време леприконите се свързват с деня на Свети Патрик. Някои леприкони са известни с това, че правят обувки за останалите магични същества (елфи, феи и др.). В ирландската митология леприконът е джудже обущар. То изработва обувките на фейрите, а ударите на обущарския чук издават присъствието му.